# 진안군 (왕족)
진안군 이언식(晋安君 李彦植, 1752년 ~ 1819년)은 조선 후기의 문신, 왕족으로 덕흥대원군의 후손이다. 헌종조와 철종조에 왕위에 물망에 올랐던 경원군 이하전(李夏銓)의 증조부이며, 도정궁(都正宮) 사손(嗣孫)이다. 흥선대원군의 부인인 여흥부대부인 민씨의 외증조부이기도 하다.

## 생애
조선 후기의 왕족으로 본관은 전주, 휘는 언식(彦植), 자는 원방(元邦)이다. 덕흥대원군 10대 사손(嗣孫)이며, 증 이조판서(吏曹判書)행 통정대부(通正大夫) 돈녕도정(敦寧都正) 이명회(李明會)의 증손이고, 증 좌찬성(左贊成)행 가선대부(嘉善大夫) 동지돈녕부사(同知敦寧府事) 이형종(李亨宗)의 손자이다. 아버지는 판돈녕부사(判敦寧府事) 이풍(이례)(李澧)이며, 생모는 통덕랑(通德郞) 진주인(晋州人) 강주직(姜柱直)의 딸로 정경부인 진주강씨(貞敬夫人 晋州姜氏)이며, 계모는 오위장(五衛將) 전의인(全義人) 이기폐(李技蕟)의 딸로 정경부인 전의이씨(貞敬夫人 全義李氏)이다.
부인은 봉사(奉事) 덕수인(德水人) 장지중(張至中)의 딸로 덕수군부인 장씨(德水郡夫人 張氏)와 창원인(昌原人) 황정(黃棖)의 딸로 창원군부인 황씨(昌原郡夫人 黃氏)와 지사(知事) 거창인(居昌人) 신이복(愼爾復)의 딸로 거창군부인 신씨(居昌郡夫人 愼氏)이다.
판돈녕 풍(례)의 장남으로 임신(壬申) 1752년(영조 28) 8월 13일 탄생하였다. 음직으로 1782년 영우원 참봉(永祐園 參奉)을 거쳐 1783년 동부도사(東部都事), 동부봉사(東部奉事)를 역임하였다.
1784년 증산현령(甑山縣令)을 지내고, 1787년 합천군수(陜川郡守)를 역임하였다.
1790년(정조 14) 남원부사(南原府使)를 역임하고, 전주 판관(全州判官)거쳐 황주 목사(黃州牧使)에 제수되었다.
1795년(정조 19) 아버지 판돈녕부사 이풍(이례)(李澧)가 별세하자 정조가 하교하기를, “대원군(大院君) 내외(內外)의 시향(時享)을, 전(前) 목사 이언식(李彦植)을 도정(都正)에 부쳐주기 이전에는 그 장손(長孫)인 전 정(正) 이희(李爔)에게 공복(公服)을 갖추게 하여 대행시켜야 하겠다. 그런데 그에게 직책이 없을 때 3년 기한으로 구전(口傳)으로 군직(軍職)에 부치게 한 일이 있었는데, 이와 관련하여 자문을 구해 처리할 일이 있다. 고(故) 장신(將臣) 이홍술(李弘述)이 권무(勸武)로 될 당시를 보건대, 그의 형 이홍일(李弘逸)은 ‘대원군의 주사자(主祀者)를 무신으로 해서는 안된다.’고 규정이 정해져 있었기 때문에 안되었고 그 대신 아우가 권무로 되었다. 이것을 본다면 이희가 권무 출신인 것부터 규정에 위배되는데다가 또 무과(武科)까지 거친 상태이니 어떻게 변통하여 처리하는 것이 좋겠는가. 대신과 전관(銓官)에게 물어서 아뢰어라.”하였다.
이해 12월 24일 황주 목사(黃州牧使)로 있을 때 황주(黃州) 오북술(吳北述)의 옥사 사건 때 검관(檢官)으로 형옥(刑獄)을 잘 못 다루었다고 하여 금고(禁錮)의 형전을 시행하여 다른 수령들을 징계하라 하였다.
1798년(정조 22) 덕흥대원군(德興大院君) 봉사손(奉祀孫) 법전(法典)으로 통정대부(通政大夫) 돈녕 도정(敦寧都正)에 제수되고, 1799년(정조 23) 동지돈녕부사(同知敦寧府事)에 단부되고, 가선대부(嘉善大夫)에 승수사 승전(陞授事承傳)되었다.
1800년(정조 24) 사옹 부제조(司饔副提調)에 단부(單付)되고, 이해 4월 2일 오위도총부 부총관(五衛都摠府副摠管)에 단부되었다. 이해 6월 29일 왕대비(王大妃)가 승전색구전(承傳色口傳) 하교(下敎)로 수릉관(守陵官) 안춘군(安春君) 이침(李烿)을 대신하여 수릉관(守陵官)을 대행(代行)하였다.
1800년(순조 즉위년) 7월 4일 이조에서 수릉관(守陵官)은 안춘군(安春君)으로, 대전관(代奠官)은 서춘군(西春君)으로 아뢰니, 곧이어 언교(諺敎)로 동돈녕(同敦寧) 이언식(李彦植)을 수릉관으로 삼으라고 명하여 이해 7월 5일 수릉관(守陵官)에 단부되었다. 이해 8월 2일 백관 가친수(百官加親授)되어 가의대부(嘉義大夫)에 가자되고, 이해 11월 26일 산릉의 공역(工役)이 있은 지 한달도 못 되어 정자각(丁字閣)에 탈이 난 곳이 있다하여 봉심(奉審)한 대신(大臣)이 파직하고 죄주기를 청하였다.
1801년(순조 1) 수릉관으로 건릉(健陵) 정자각(丁字閣) 월대(月臺) 곡장(曲墻) 수개(修改)한 공으로 내하 호피(內下虎皮) 1령(令) 사급(賜給)받고, 이해 6월 28일 산릉 수릉관(山陵守陵官) 지돈녕부사(知敦寧府事)에 제수되고, 자헌대부(資憲大夫)로 가자(加資)되었다.
1802년(순조 2) 가자되어 지돈녕(知敦寧)이 되었고, 1807년(순조 7) 효안전(孝安殿) 망제(望祭) 친행시(親行時) 향관(享官)으로 봉무한 공으로 숭정대부(崇政大夫)에 가자되고, 이해 2월 1일 판돈녕부사(判敦寧府事)가 되었다. 이해 2월 27일 도총관(都摠管)에 단부되고, 이해 6월 26일 사옹 제조(司饔提調)에 단부되었다.
이해 10월 22일 순조가 덕흥대원군(德興大院君)의 사우(祠宇, 덕흥궁)에 나아가 작헌례(酌獻禮)를 행하고, 판돈녕 이언식(李彦植)과 수원 판관(水原判官) 이희(李爔)를 소견(召見)하였다. 순조가 말하기를, “열성조(列聖朝)께서 모두 전배(展拜)하셨으되, 작헌(酌獻)은 선조(先朝) 때부터 시행하였는데, 내가 또 계술(繼述)하여 예를 행하니, 더욱 슬프고 사모하는 마음이 든다. 내외 자손 중에 참반(參班)한 사람이 몇이나 되는가?”하니, 승지 송지렴(宋知廉)이 말하기를, “유생(儒生)으로 거안(擧案)한 사람이 76명입니다.”하였다. 순조가 말하기를, “이곳에 어떤 고적(古蹟)이 있는가?”하니, 이언식이 말하기를, “내정(內庭)의 돌기둥은 곧 선묘(宣廟)께서 독서하시던 서재(書齋)이고, 앞기둥 뒤의 계단에 있는 회양목[黃楊木]은 대원군께서 손수 심으신 것이며, 총죽(叢竹)은 선묘께서 손수 심으신 것입니다.”하였다. 순조가 말하기를, “참으로 희귀한 일이다.”하고, 이어 하교하기를, “참반(參班)한 사람을 인견(引見)하고 싶지만, 날이 이미 저물었으니, 주인은 이 뜻을 알아서 나가 전하는 것이 옳겠다.”하였다. 하교하기를, “판돈녕 이언식은 숭록(崇祿)을 더하고, 포목[木布]을 선조(先朝)의 전례에 의거하여 실어다 주도록 하라. 참반한 유생은 전례에 의거해 해조(該曹)로 하여금 지필묵(紙筆墨)을 제급(題給)하고, 무사(武士)에게는 각각 활과 화살 한 부(部)씩을 사급(賜給)하도록 하라. 수원 판관 이희는 승서(陞敍)하도록 하라.”하고, 이해 10월 24일 숭록대부(崇祿大夫)에 가자되었다.
1808년(순조 8) 다시 도총관(都摠管)에 단부되고, 이해 12월 25일 좌의정 김재찬(金載瓚)이 아뢰길, “판돈녕 이언식(李彦植)은 지위가 종친(宗親)이고 자급이 또 1품이니, 청컨대 종묘 향관(宗廟享官)에 융통성 있게 차의(差擬)하소서.”하여, 종묘 향관(宗廟享官)으로 봉무하였다.
18011년(순조 11) 사옹 제조(司饔提調)에 단부되고, 이해 3월 16일 내섬 제조(內贍提調)에 제수되었다. 이해 7월 10일 분도총관(分都摠管)에 제수되고, 이해 11월 11일 도총관(都摠管)에 제수되었다. 이해 12월 29일 영녕전(永寧殿) 고유 향관(告由享官)으로 차출되었으나 사묘(私廟, 덕흥궁) 제향(祭享)하고 상치(相値)된다고 개차 해줄 것을 상소하였다.
1812년(순조 12) 남단(南壇) 헌관(獻官)으로 차출되었으나 사묘(私廟, 덕흥궁) 중삭 제향(仲朔祭享)하고 상치(相値)된다고 개차 해줄 것을 상소하고, 이해 9월 7일 도총관(都摠管)에 제수되었다. 이해 9월 22일 순조가 화령전(華寧殿)에 나아가 작헌례(酌獻禮)를 행하여 헌관 이하에게 상전(賞典)을 시행하고, 곧 경조(京兆, 한성부)에서 61세 된 사람의 초계 별단(抄啓別單)으로 인하여 청성위(靑城尉) 심능건(沈能建), 지사(知事) 이만수(李晩秀), 판돈녕(判敦寧) 이언식(李彦植)에게 낭관으로 하여금 존문(存問)하라고 명하였다. 일찍이 선조(先朝)에서 시종(侍從)과 선전관을 지낸 사람에게는 모두 가자하고, 식물(食物)을 사급(賜給)하였다.
1813년(순조 13) 도총관(都摠管)에 구전 정사(口傳政事)되고, 이해 8월 14일 종묘(宗廟)·경모궁(景慕宮) 추전알시(秋展謁時) 묘소(墓所)로 나아가고, 이해 9월 21일 도총관(都摠管)에 제수되었다.
1814년(순조 14) 영녕전(永寧殿) 춘향대제春享大祭) 전향시(傳香時) 헌관(獻官)으로 차출되었으나 개차 해줄 것을 상소하고, 이해 3월 10일 도총관(都摠管)에 낙점(落點) 되었다.
1815년(순조 15) 영녕전(永寧殿) 추향대제(秋享大祭) 섭행 헌관(攝行獻官)으로 차출되었으나 개차 해줄 것을 상소하고, 이해 12월 19일 은신군(恩信君)의 입후(立後) 문제를 판돈녕 이언식(李彦植)과 선묘(宣廟) 왕자의 자손, 인묘(仁廟) 왕자의 자손 및 능원대군(綾原大君)의 자손인 세 집 문장(門長)에게 논의하라하여 인평대군(麟坪大君) 이요(李㴭)의 5대손인 생원(生員) 이병원(李秉源)의 둘째 아들 유학(幼學) 이채중(李寀重)을 지명하여 단자(單子)를 올리니 이름을 이구(李球)로 고치고 남연군(南延君)으로 책봉하였다.
1816년(순조 16) 오우제(五虞祭) 친행(親行) 교시(敎是) 때 종헌관(終獻官)으로 봉무하고, 이해 3월 21일 선원보략(璿源譜略) 수정(修正) 할 때 교정관(校正官) 1원(一員)과 국조어첩(國朝御牒) 서사관(書寫官) 1원(一員)을 종신(宗臣)에서 개출(差出)하라 하여 어첩서사관 겸 수감인교정관(御牒書寫兼纂修監印校正官)에 제수되고, 이해 4월 10일 선원보략과 국조어첩 개정에 참여한 공로로 대록비(大鹿皮) 1령(一令)을 사급(賜給) 받았다.
이해 4월 15일 망제(望祭) 친행(親行) 할 때 종헌관(終獻官)으로 봉무하고, 이해 5월 6일 하향대제(夏享大祭) 친행(親行) 할 때 종헌관(終獻官)으로 봉무하였다. 이해 윤6월 28일 영녕전(永寧殿) 추향(秋享) 헌관(獻官)으로 차출되었으나 개차할 것을 상소하고, 이해 7월 15일 망제(望祭) 친행(親行) 할 때 아헌관(亞獻官)으로 봉무하였다.
이해 9월 5일 별운검(別雲劍)에 차출되고, 이해 9월 15일 망제(望祭) 친행(親行) 할 때 종헌관(終獻官)으로 봉무하였다. 이해 10월 1일 삭제(朔祭) 친행(親行) 할 때 종헌관(終獻官)으로 봉무하고, 이해 10월 12일 혼궁(魂宮) 망제(望祭) 때 종헌관(終獻官)에 예차(預差)로 전차(塡差)되고, 이해 12월 1일 삭제(朔祭) 친행(親行) 할 때 아헌관(亞獻官)으로 봉무하였다. 이해 12월 15일 숙마(熟馬) 1필(一匹) 사급(賜給) 받았다.
1817년(순조 17) 혼궁의 향관(享官)을 봉무하고, 보국숭록대부(輔國崇祿大夫)에 가자되고, 1818년(순조 18) 오위도총부 도총관(五衛都摠府 都摠管)에 제수되었다.
1819년(순조 19) 순조가 하교하기를, “종성(宗姓) 가운데 오직 판돈녕(判敦寧) 이언식(李彦植)이 대원군(大院君)의 제사를 받들고 있어 다른 종성인(宗姓人)과 체통이 다르므로 제사를 주관하는 사람으로 의의(擬議)할 만하다. 그러나 우리 왕조에서는 봉작이 아니면 종실로 대우하지 않는데, 이것이 과연 어떠한가? 대원군의 사손(祀孫)이 도정(都正)을 세습하는 것은 바로 선묘(宣廟)의 성교이다. 지금 만약 판돈녕을 위시하여 제사를 맡은 사람이 2품의 품계에 오르는 경우 공신의 적장례(嫡長例)에 의하여 곧 봉작을 내리면 성조(聖祖)의 제도에 어긋나지 않고 역시 오래도록 돈목(敦睦)을 펴는 뜻도 되며 목전의 대례(大禮)에도 의식이 갖추어질 수 있다. 그 가부를 다시 앞서의 여러 신하들로 하여금 하나를 지적하여 헌의(獻議)하게 하라.”하였다.
이해 2월 1일 남단(南壇) 헌관(獻官) 예차(預差) 된것을 개차하여 줄것 상소하고, 이해 2월 6일 영부사 이시수(李時秀), 판부사 김재찬(金載瓚)·한용귀(韓用龜), 우의정 남공철(南公轍), 홍문관 제학 김이교(金履喬) 등이 대원군 봉사손에게 봉작하는 문제에 관하여 헌의(獻議)하기를, “현재의 사세는 이를 버리고는 달리 변통할 방법이 없습니다.”하였고, 예조 판서 이만수(李晩秀), 참판 윤익렬(尹益烈), 참의 한기유(韓耆裕)는 말하기를, “종친의 4대 뒤에 단지 돈녕부 도정(敦寧府都正)만을 인습하게 하는 것은 이미 정해진 법제가 있고, 공신의 적장(嫡長)으로서 2품에 오른 뒤에 봉작을 이음도 또한 타당치 않습니다. 당(唐)나라 개원례(開元禮)의 황태자 관례시에 종정경(宗正卿)이 주인(主人)이 된다고 하였습니다. 우리 왕조의 《오례의(五禮儀)》는 실로 개원례에 따른 것입니다. 만약 이언식(李彦植)을 종부시 제조(宗簿寺提調)로 삼아 종정경의 일을 행하게 한다면, 역시 한때의 임시 변통하는 방법이 될 수 있습니다.”하였으며, 규장각 직제학 박종훈(朴宗薰)이 말하기를, “대원군의 제사를 받드는 사람이 돈녕부 도정을 대대로 이음은 《속대전(續大典)》에 있는 바가 또한 매우 명백합니다. 현재 이를 변통하는 것을 갑자기 논의하기란 아마도 어려운 듯싶습니다.”하니, 순조가 하교하기를, “여러 의논들이 비록 들쭉날쭉하나 또한 모두 어긋나는 것도 아니다. 봉작은 비록 불가할 것이 없으나 공신 적장의 예는 인용할 수 없으니, 세습의 타당 여부를 역시 반드시 의논하여 정해야 할 것이다. 예조 당상의 의논 가운데 종정경 문제는 봉작하는 일과 어느 것이 편의한가? 다시 논의하여 아뢰라.”하였다.
이해 2월 15일 이언식(李彦植)에게 봉작하는 것과 종정경(宗正卿)으로 임명하는 것 가운데 어느것이 편리한지를 수의(收議)하였는데, 영부사 이시수(李時秀)는 말하기를, “대원군의 봉사인에게 돈녕부 도정을 맡기지 말고 종친부 도정(宗親府都正)으로 바꾸어 맡기며, 품계가 2품에 이르러야 비로소 봉군(封君)토록 한다면, 앞으로는 종반에 인재가 모자라는 탄식에서 벗어날 수 있습니다.”하였고, 판부사 김재찬(金載瓚)은 말하기를, “삼가례를 갖출 길일이 점점 박두합니다. 오직 이언식(李彦植)에게 봉작하자는 논의가 가장 타당한 듯합니다.”하였으며, 판부사 한용귀(韓用龜)가 말하기를, “대원군께서 성궁(聖躬)을 낳아 기르신 공과 덕은 길이 백대에 전해질 것이니, 책훈(策勳)된 공신에 비길 바가 아닙니다. 지금 종반에 인재가 모자라는 때를 맞이하여 훈신의 자손에게 세습하는 예를 사용하는 것이 마땅합니다.”하였고, 우의정 남공철(南公轍)은 말하기를, “오직 성인이라야 예를 제정하고, 왕이라야만 법을 제정합니다. 이언식(李彦植)은 이미 다른 종성(宗姓)과 다릅니다. 국가의 막대한 경사를 맞이하여 주인의 일을 행하기 위하여 군(君)의 작호(爵號)를 봉함은 예절과 법에 불가할 것이 없을 듯합니다.”하였으며, 홍문관 제학(弘文館提學) 김이교(金履喬)는 말하기를, “우리 왕조에서 관직을 설치할 적에는 비록 중국의 제도를 모방하였으나, 호명(號名)과 사실(事實)은 서로 들쭉날쭉하니, 개원(開元)의 예를 인용하기는 어려운 듯합니다.”하였고, 규장각 직제학 박종훈(朴宗薰)은 말하기를, “지금 봉작이 없는 사람을 종부시 제조로 차출하고, 이르기를, ‘이는 종실이요, 이는 고례(古禮)라.’ 함은 신은 그것이 어떠한지는 모르겠으나, 세자의 존귀함으로 삼가례를 행함에 있어, 이 예절을 주관시키고 적임(適任)을 택하여 봉작을 가함도 또한 불가할 것이 없습니다.”하였으며, 예조 판서 이만수(李晩秀), 참판 윤익렬(尹益烈), 참의 한기유(韓耆裕)는 말하기를, “일전의 헌의에서 먼저 봉작하는 문제를 말하고 변통하는 것이 사리에 맞는다 하였고, 끝에 종정경(宗正卿) 문제를 덧붙여 외람되이 한 말씀을 갖추었습니다. 이 두 문제를 가지고 논한다면 신 등은 봉작하는 것이 편의하다고 생각합니다.”하니, 순조가 하교하기를, “다수의 의논에 따라 시행하라.”하여 이해 2월 29일 흥록대부(興祿大夫) 진안군(晉安君)에 봉작받았다.
이해 3월 6일 왕세자(王世子) 관례(冠禮) 때 주인(主人)에 차출되어 이해 3월 21일 안구마(鞍具馬) 1필(一匹)을 사급받았다. 이해 3월 24일 태묘(太廟) 하향제(夏享祭) 초헌관(初獻官)으로 차출되었으나 개차하여 줄것을 상소하고, 이해 윤4월 14일 도총관(都摠管)에 낙점되었다.
이해 6월 29일 태묘(太廟) 추향(秋享) 헌관(獻官)으로 예차(豫差) 된 것을 개차하여 줄것을 상소하고, 이해 8월 1일 사직(社稷) 추향제(秋享祭) 헌관(獻官)으로 차출된 것을 개차하여 줄것을 상소하였다.
기묘(己卯) 1819년(순조 19) 8월 9일 향년 68세로 별세하여 양주 수락산 선영국내 자좌(子坐)로 예장하였다.

## 가족관계
- 아버지: 이풍(이례)(李灃, 1727~1795)
- 어머니(생모): 정경부인 진주 강씨(貞敬夫人 晋州姜氏, 1727~1795) - 통덕랑(通德郞) 진주인(晋州人) 강주직(姜柱直)의 딸.
  - 동생: 이민식(李民植, 1753~1817) - 중부(仲父) 달선군 이영에게 출계.
  - 동생: 이중식(李重植, 1756~1809)
  - 여동생: 백천인(白川人) 조현(趙鉉)에게 출가.
  - 여동생: 전주 이씨 - 해평인(海平人) 윤치민(尹致敏)에게 출가.
  - 여동생: 전주 이씨 - 서유민(徐有敏)에게 출가.
- 어머니(계모): 정경부인 전의 이씨(貞敬夫人 全義李氏, 1736~1816) - 오위장(五衛將) 전의인(全義人) 이기폐(李技蕟)의 딸.
- 후실(父)
  - 이복동생: 이후식(李厚植, 1760~1819)
  - 이복동생: 이인식(李仁植, 1764~1816)
  - 이복여동생: 전주 이씨 - 장수인(長水人) 황화(黃和)에게 출가.
  - 이복여동생: 전주 이씨 - 광산인(光山人) 김원(金愿)에게 출가.
- 1정부인: 덕수군부인 장씨(德水郡夫人 張氏, 1750~1770) - 봉사(奉事) 덕수인(德水人) 장지중(張至中)의 딸.
  - 장남(양자): 완성군 이희(完城君 李爔, 1771~1830) - 동생 이민식의 장남.
  - 장녀: 풍양인(豊壤人) 풍남군(豊南君) 조함영(趙咸永)에게 출가.
- 2정부인: 창원군부인 황씨(昌原郡夫人 黃氏, 1750~1775) - 창원인(昌原人) 황정(黃棖)의 딸.
- 3정부인: 거창군부인 신씨(居昌郡夫人 愼氏, 1757~1832) - 지사(知事) 거창인(居昌人) 신이복(愼爾復)의 딸.
- 후실
  - 2남: 이완(李烷, 1791~?)
  - 2녀: 전주 이씨 - 정조의 후궁 수비 박씨의 이복남동생 박종염에게 출가.

## 기타
흥선대원군의 부인인 여흥부대부인은 그의 아들 이옥의 외손녀였다.

## 같이 보기
- 도정궁
- 이하전
- 여흥부대부인
- 덕흥대원군
- 정원대원군
- 전계대원군
- 흥선대원군
- 고종